# Rowena Meredith
Pour les articles homonymes, voir Meredith.
Rowena Meredith, née le 27 avril 1995 à Basingstoke (Angleterre), est une rameuse australienne, médaillée de bronze en quatre de couple féminin aux Jeux olympiques d'été de 2020.

## Carrière
Aux Jeux olympiques d'été de 2020, elle remporte la médaille de bronze du quatre de couple avec ses compatriotes Harriet Hudson, Caitlin Cronin et Ria Thompson.

## Palmarès
- 2021: Tokyo,  Japon
  -  Médaille de bronze au quatre de couple féminin